# La Melera
La Melera és una muntanya de 630 metres que es troba entre els municipis de Rajadell i Sant Salvador de Guardiola, a la comarca catalana del Bages.